# Kysing Kirke
Kysing Kirke eller Meden Kirke er en ruin beliggende i Norsminde, men med tilknytning til landsbyen Kysing. 
Kirken nævnes første gang i 1315 i bordets jordebord hvor det fortælles at et kors hvert år på Skt. Hansdag skulle bringes til Aarhus, hvor folk ofrede til det. 
Grunden til kirkens endeligt er ikke sikker, men den mest almene opfattelse er at kirken blev sønderskudt i forbindelse med svenskekrigene. 
En anden mulighed er at kirken gik i forfald i løbet af 1700-tallet, grundet små midler. Hvad der vides med sikkerhed er at der var tilknyttet en præst helt frem til 1790. 
Kirkens oblatæske er i dag udstillet på Odder Museum. Hvert år hejses flaget den 6. juni for at fejre at kirken ikke blev fjernet fuldkommen. 
Området omkring kirken og selve ruinen har siden 1981 været fredet.